# ميخائيل غروبر (رسام)
ميخائيل غروبر (بالألمانية: Michael Gruber)‏ هو نحات ورسام ألماني، ولد في 1965 في مالرسدورف - بفافنبيرغ في ألمانيا.